# Martin Schmidt (entrenador)
Martin Schmidt (nacido el 12 de abril de 1967 en Naters, Suiza) es un entrenador de fútbol suizo. Actualmente es director deportivo del Mainz 05 de la Bundesliga de Alemania.

## Trayectoria
Inicios
Comenzó su carrera como técnico en el FC Raron, primero como asistente y luego como primer entrenador. En 2010, comenzó a entrenar al 1. FSV Maguncia 05 II.
Maguncia 05
En febrero de 2015, se hizo cargo del primer equipo del 1. FSV Maguncia 05, logrando la permanencia en la 1. Bundesliga 2014-15 al finalizar como 11º clasificado. En cambio, en la 1. Bundesliga 2015-16, el equipo terminó en 6º puesto, clasificándose para la Europa League. Tras lograr la permanencia por diferencia de goles en la 1. Bundesliga 2016-17, se confirmó su marcha del club.
Wolfsburgo
En septiembre de 2017, firmó como nuevo técnico del VfL Wolfsburgo. Se hizo cargo del equipo alemán cuando ocupaba el 13.er puesto en la clasificación tras 5 jornadas de la 1. Bundesliga 2017-18 y lo dejó en idéntica situación 22 jornadas después, cuando presentó la dimisión en febrero de 2018, alegando que buscaba dar "un nuevo impulso" al conjunto de la Baja Sajonia en su lucha por la permanencia.
Augsburgo
El 9 de abril de 2019, fue designado nuevo entrenador del F. C. Augsburgo tras la destitución de Manuel Baum. Obtuvo la permanencia del equipo alemán al finalizar 15º en la Bundesliga y continuó en el cargo hasta el 9 de marzo de 2020, cuando fue cesado en sus funciones 11 meses después de su nombramiento y tras sumar 4 puntos en los 9 últimos partidos, dejando al equipo bávaro como 14º clasificado en la Bundesliga.

## Clubes
| Club                                       | País     | Año       | P  | PG | PE | PP | % v.   |
| ------------------------------------------ | -------- | --------- | -- | -- | -- | -- | ------ |
| FC Raron (asistente)                       | Suiza    | 2001-2003 |    |    |    |    |        |
| FC Raron                                   | Suiza    | 2003-2008 |    |    |    |    |        |
| FC Thun II                                 | Suiza    | 2008-2010 |    |    |    |    |        |
| 1. FSV Maguncia 05 II                      | Alemania | 2010-2015 |    |    |    |    |        |
| 1. FSV Maguncia 05                         | Alemania | 2015-2017 | 91 | 32 | 22 | 37 | 43.22% |
| VfL Wolfsburgo                             | Alemania | 2017-2018 | 22 | 5  | 11 | 6  | 39.39% |
| F. C. Augsburgo                            | Alemania | 2019-2020 | 32 | 9  | 7  | 16 | 35.42% |
| Fuente (Actualizado al 9 de marzo de 2020) |          |           |    |    |    |    |        |